# 時代廣場 (聲音藝術)
《時代廣場》（英語：Times Square）常被稱為the hum或Times Square Hum（直譯為嗡嗡聲）是美國古典音樂和藝術家馬克斯·紐豪斯於紐約時報廣場創作的永久性聲音，最初安裝於1977年，1992年被拆除，2002年重新設置。該藝術裝置由迪亞藝術基金會維護，是其管理的11個場所和裝置之一。

## 歷史
馬克斯·紐豪斯（1939年8月9日－2009年2月3日）亦是當代音樂製作人，被譽為當代藝術中以聲音作為主要媒介的第一人，《時代廣場》是他於1970年代在紐約市的公共場所創作的一系列聲音裝置藝術之一，其同時期的包括傑伊街-都會科技車站的《Walkthrough》（直譯為《穿行》）和現代藝術博物館花園地下的《A New Work》（直譯為《新作品》）。《時代廣場》的具體創作時間始於1973年，紐豪斯與紐約大都會運輸署和能源公司聯合愛迪生就設置該作品進行交涉。

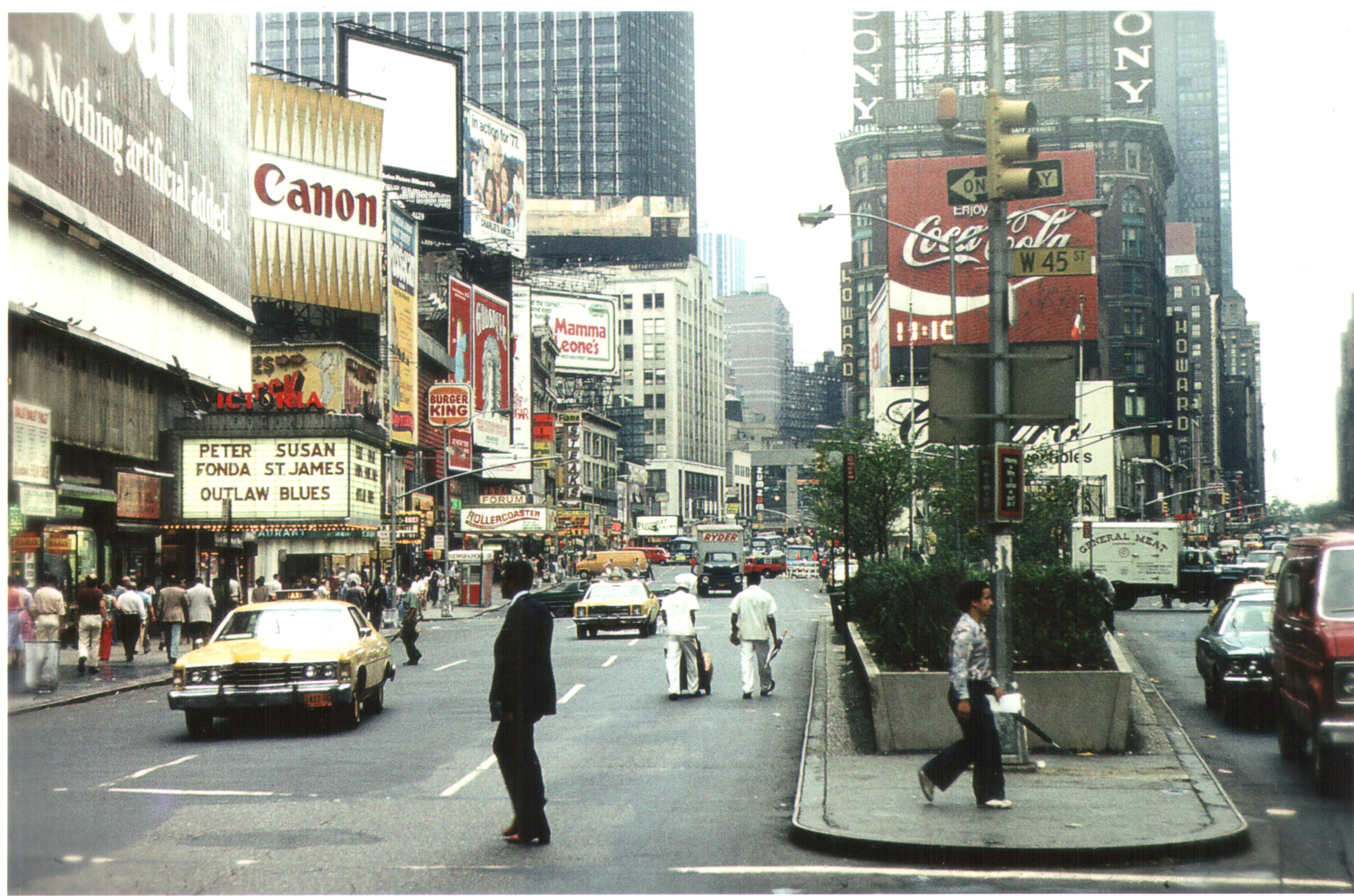
1977年甫设置《時代廣場》的時報廣場

紐豪斯在談判結束後開始自製專門用於該作品的可程式化聲音產生器，他在百老匯和第七大道交會、第45街和第46街間的安全島上移除了一些柵欄，並在透過柵欄可看見的逃生通風井中安裝發電機和揚聲器，但打從一開始，供電工程即因地鐵系統的電壓過高而導致無法單獨為該處提供動力。為了解決供電問題，紐豪斯雇用一家獨立的維修公司，透過簡易的電路將《時代廣場》連接至附近的路燈。
自1977年到20世纪90年代初，《時代廣場》持續運作，但供電問題仍未完全解決，而紐豪斯也在歐洲收到其他的委託並且移居國外，《時代廣場》的維護亦變的愈加困難，該裝置最終於1992年被拆除。2002年，紐約市畫廊老闆克莉斯汀·伯金（Christine Burgin）試圖重現《時代廣場》，透過與紐豪斯、大都會運輸署、時代廣場商業改善區和迪亞藝術基金會合作，再次於時代廣場設置該作品，與原作品不同之處在於其提高音量，以克服時代廣場增加的噪音，紐豪斯隨後將《時代廣場》捐贈給迪亞藝術基金會，其目前由該組織進行維護。
《時代廣場》自2002年重新設置到2009年紐豪斯去世為止，他在作品中額外加入防止故障的安全措施，使其不會意外關閉。紐豪斯亦透過網路攝影機監視作品設置處，並阻止街頭藝人前往該處表演，擔心他們的聲音將干擾《時代廣場》運作的效果。
2015－2016年間，《時代廣場》因行人廣場的施工工程而難以接近，根據迪亞藝術基金會傳播總監表示，在施工過程中該作品從未關閉。而在工程過後，《時代廣場》的柵欄旁增加了花崗岩座椅。同樣在2016年，紐約市政府在時代廣場推行「指定活動區」（Designated Activity Zones），開放街頭藝人和Cosplay人員在該區域表演以賺取小費，其中一個區域即位在《時代廣場》的柵欄旁，並使用藍綠色顏料標示。
《時代廣場》至今仍是馬克斯·紐豪斯在美國唯一的公共作品，每周7天、每天24小時持續運作。

## 設計
《時代廣場》位於時代廣場北側，設置地點原是一座位在百老匯和第七大道交會處、第45街和第46街間的三角安全島，該處在施工後成為行人廣場。按照紐豪斯要求，未有任何指示或標記《時代廣場》為一件藝術品，其聲音僅從一處通風井上方的柵欄發出，紐豪斯表示是為使該聲音聽起來「似是而非」，希望其被當作「來自地下的不尋常機械聲」，且容易被忽略，直到觀察者透過偶然的方式發現。
聲音本身被紐豪斯描述為「類似大鐘的餘音」，而迪亞藝術基金會則形容其為「深沉而略帶脈動的嗡嗡聲」，大都會運輸署認為其擁有「豐富的和聲質感」，《紐約時報》則形容其是「一種深沉的共鳴及溫和起伏的嗡鳴聲，音色使易人聯想到低調的編鐘或教堂鐘聲」。迪亞藝術基金會指出，雖然該聲音僅為單一波長，但所感知到的聲音「相對於人的運動，音高、音色和音調均會發生變化」。
《時代廣場》自1977年安裝完成以來，其周圍區域發生極大的改變。紐豪斯於1977年描述該地區時表示「其聽覺和視覺環境是豐富而複雜的，它包括大型廣告招牌、辦公大樓、酒店、劇院、色情場所和電子遊戲商場，往來的過客則包括遊客、戲院常客、皮條客、購物者、推銷人員和上班族」。截至2020年，該地區作為主要的旅遊勝地，經常可見半裸體表演者和為賺取小費而表演的Cosplay人員。

## 外部連結
- 《時代廣場》 （页面存档备份，存于）（迪亞藝術基金會）
- 《時代廣場》 （页面存档备份，存于）（時代廣場藝術 Times Square Arts）
- 《時代廣場》 （页面存档备份，存于）（大都會運輸署 MTA）